# 横浜市立大学木原生物学研究所
横浜市立大学木原生物学研究所（よこはましりつだいがくきはらせいぶつがくけんきゅうじょ、英: Kihara Institute for Biological Research, Yokohama City University）は、横浜市戸塚区にある横浜市立大学の附置研究所である。植物科学全般の研究・教育活動を行っている。 略称は木原研、KIBR。

## 概要
かつて木原研は、設立者の木原均門下を中心とした優秀な研究者が集う、生物学の一大研究拠点であった。また、横浜市立大学移管後に一時期活動した分所も、基礎医学の研究で知られた。
現在では、6000系統のコムギ、800系統のトウガラシの遺伝資源を有効に活用する研究を志向し、植物科学の研究拠点として、横浜市立大学大学院の研究・教育の一端を担っている。また、理化学研究所横浜研究所植物科学センターと連携大学院の契約が締結されており、共同で研究・教育活動を行っている。

## 大学院教育
木原研では横浜市立大学の次の研究科・専攻から大学院生を受け入れている。
- 生命ナノシステム科学研究科
  - 生命環境システム科学専攻

## 歴史

### 第二次世界大戦中の設立
1942年（昭和17年）、財団法人木原生物学研究所として設立した当時は第二次世界大戦中という社会背景であり、幾多の困難が伴ったものの、日本を代表する遺伝学者であった木原均および関係者一同の努力によって開設することができた。木原研は圃場、実験室、休養室等が完備され、当時の研究施設としては充実した内容を誇り、研究科は細胞遺伝学科、生理学科、応用遺伝学科で構成された。また戦後中華民国に接収されて失われたが、海南島にも支所が設けられ、亜熱帯環境における研究が行われた。京都大学に譲渡され、現在は京都大学農学部付属植物生殖研究施設として利用されている。

### 横浜への移転
1957年（昭和32年）、木原研は横浜市南区へ移転し、敷地規模1万坪(約33,000m2)で本館は鉄筋コンクリート3階建(延べ 110坪)という立派な研究施設に生まれ変わった。1969年（昭和44年）、国立遺伝学研究所の丘の上の飛び地を借用して三島分室を建築し、同年10月に開室した。三島分室での研究は1978年（昭和53年）まで続いたが、1979年（昭和54年）に分室の建物を解体して本館の敷地内に移築することになった。1982年（昭和57年）、木原研は設立40周年を迎えて創設の目的の一端は果たしたものとし、研究所の事業内容の継続を前提として公的機関へ寄付されることになった。

### 横浜市立大学への移管
1984年（昭和59年）、木原研は横浜市立大学へ移管され、横浜市立大学木原生物学研究所と改称された。横浜市立大学の附置研究所となった当初は、横浜市南区にあった旧医学部の施設跡を利用して分所とし、基礎医学の研究を行っていた。研究部門も動物系、植物系に分け、遺伝進化学、細胞遺伝学、細胞生物学、生物工学の4研究部門の体制であった。施設の老朽化のため、1994年（平成6年）に横浜市戸塚区へ移転し、分所も本所に統合して、新たに植物工学、生物化学の2研究部門を加えた6基幹研究部門となった。

### 現在
現在、木原研は植物系の部門を中心として組織されており、植物科学の研究拠点へと変革を進めている。

## 所在地
- 神奈川県横浜市戸塚区舞岡町641-12
横浜市立大学舞岡キャンパス内に所在する。

## 構成
- 植物遺伝資源科学部門
- 植物ゲノム科学部門
- 植物応用ゲノム科学部門
- 植物エピゲノム科学部門

## 木原記念室
2010年（平成22年）3月4日、木原研内に開室された。木原均の足跡を示す資料や記念品が展示されている。木原記念室開室記念講演会は秋篠宮文仁親王も聴講し、同記念室を観覧した。さらに同年9月15日に天皇・皇后の行幸もあった。
木原記念室は一般にも公開されている。